# Ритъм и трус
„Ритъм и трус“ (на английски: Idlewild) е щатски мюзикъл от 2006 г., написан и режисиран от Браян Барбър. Във филма участват Андре 3000, Биг Бой, Терънс Хауърд, Пола Джей Паркър, Пола Патън, Сисъли Тайсън, Бен Верийн, Пати Лабел, Винг Реймс, Мейси Грей, Фейзън Лав, Брус Брус, Малинда Уилямс, Джаки Лонг и Бил Нън.